# الحي الخلفي (فلم)
الحي الخلفي هو فيلم دراما مغربي صدر سنة 2006، من إخراج فريدة بورقية، وبطولة كل من محمد مجد، وفاطمة وشاي، وحنان الإبراهيمي، ورفيق بوبكر، ومحمد الشوبي، وأمل الأطرش. يرصد الفيلم الحياة البائسة لإحدى الأسر الفقيرة والتي تعيش بأحد الأحياء المهمشة في مدينة الدار البيضاء، ومعاناة أفرادها خلال رحلة بحثهم عن العيش الكريم.

## القصة
تدور أحداث الفيلم حول وضع أسرة فقيرة تعيش بأحد الأحياء المهمشة بالمدينة القديمة (الدار البيضاء)، متعددة الافراد مكونة من رب الأسرة «المختار»، مدمن قمار وعاطل عن العمل لا يكف عن المطالبة بالمال، وزوجته «زينب»، ربة بيت مسنة ومريضة، أتعبتها ظروف الحياة القاسية. تعيش «سعاد»، أخت زينب في نفس المنزل وهي من تصرف عليه من عمل مجهول ولديها طفلة في سن السادسة، اسمها «لبنى».
ابنة المختار الكبرى تدعى «فتيحة»، عملت في عدة معامل وتمكنت من كسب مبلغ مهم من المال يغري كل راغب في الزواج، وتلحُّ فتيحة على صديقها «جواد» كي يطلب يدها من الأسرة حتى تتمكن من العيش بعيدا عن المشاكل. «أمينة» أخت فتيحة الصغرى توقفت عن الدراسة لكي تحقق حلمها وتهاجر إلى الديار الإسبانية؛ تحاول تدبير مبلغ السفر من أقاربها اإا أنهم يرفضون، مما يجعلها تسرق أموال أختها فتيحة وتفرُّ إلى الخارج.
«عثمان» الابن الذكر الوحيد للمختار، انقطع عن الدراسة مما دفعه إلى الانحراف، يعيش من سرقات ينفذها رفقة صديقه المقرب «بوشعيب».
تزامنا مع هذه الأحداث، يخرج أخ المختار من السجن ليعيش معه في نفس البيت، مناضل سياسي، اشتغل رفقة نوال وفؤاد، أصدقاؤه الذين أسّسو جريدة مستقلة ويعمل معهم محررا ويجد أفراد الأسرة متنفسهم معه حيث يشاركهم همومهم ويستنبط مقالاته من معيشه اليومي في بيت يضم جميع المشاكل الاجتماعية.

## طاقم التمثيل
- محمد مجد بدور الأب المختار
- فاطمة وشاي بدور الأم زينب
- رفيق بوبكر بدور عثمان
- محمد الشوبي بدور أحمد
- حنان الإبراهيمي بدور فتيحة
- أمل الأطرش بدور أمينة
- فتيحة واتيلي بدور الخالة سعاد
- هشام الوالي بدور بوشعيب
- منى فتو بدور نوال

## روابط خارجية
- مقالات تستعمل روابط فنية بلا صلة مع ويكي بيانات

- الفيلم على موقع السينما.كوم